# 沙琛 (寻甸)
沙琛，彝族，明朝云南寻甸女土官。
洪武十六年（1383年）十月，改仁德军民府为寻甸军民府。洪武十七年（1384年）,沙琛袭职任寻甸军民府（今寻甸回族彝族自治县）土知府。洪武二十三年（1390年），在辖区之内，设置木密关守御千户所，在甸头、里果马里设置屯田所，联络耕种，作为边防之备。此后，土官按期入贡。